# Tunen
Le tunen (ou banen, banend, nen, penin, penyin), parlé par le peuple Banen est une langue bantoïde méridionale utilisée au Cameroun dans les régions du Littoral et du Centre, par les populations banen.

## Histoire
En 1997 le nombre de locuteurs était estimé à 40 000.

## Variations
Cette langue connaît plusieurs variations en fonction de l'aire géographique :
- Tobouagne dans les Cantons Inoubou nord et Itound ;
- Eling dans le Canton Nitoukou ;
- Toun dans le Canton Indik Toun ;
- Effombo dans les Cantons Inoubou sud, Indik biakat et Indik nana[2].